# Sabre Wulf
Sabre Wulf es un videojuego desarrollado por Tim Stamper y Chris Stamper, de la compañía Ultimate Play The Game, una de las empresas británicas de software de entretenimiento más prestigiosas a nivel mundial durante los años 1980. El juego fue distribuido en 1984 para ZX Spectrum, Commodore 64 y Amstrad. 
Se trata del primer juego de esta mítica compañía que puede considerarse propiamente una "videoaventura", perfeccionando lo que ya habían esbozado en otro de sus grandes títulos Atic Atac. Se puede decir que Sabre Wulf inauguró un nuevo género de videojuegos.
En Sabre Wulf, aparece por primera vez Sabre Man, el héroe creado por Ultimate Play The Game y que protagonizaría la gran trilogía de videoaventuras iniciada por Sabre Wulf y que continuaría con Underwurlde y el grandioso Knight Lore.
Según las historia y leyendas que siempre rodearon a esta compañía y a sus creadores los hermanos Stamper, estos tenían ya acabado Knight Lore, antes del lanzamiento de este primer título, pero retrasaron su salida por considerar que este juego era demasiado avanzado para la época y podía perjudicar las ventas de títulos como Sabre Wulf, no tan avanzados y de estructura más clásica.
En el videojuego, nuestro protagonista, un aventurero, deberá recorrer una laberíntica selva en busca de las cuatro partes de un amuleto. Armado con una espada deberá hacer frente a los numerosos enemigos que encontrará a su paso. La mayoría serán fácilmente eliminables con la espada, si bien hay otros como hipopótamos y rinocerontes a los que solo podemos hacer cambiar de dirección. Nuestro héroe debe ser rápido, ya que si permanecemos mucho tiempo en una misma pantalla, una mortal llama nos perseguirá. Como elementos de ayuda nuestro héroe contará con unas flores que aparecen en las diferentes pantallas del mapeado y que le harán invulnerable o más veloz de forma temporal. En la parte superior del mapeado, junto a las montañas se encuentra el lobo "Wulf", enemigo temible y del que solo podemos huir, si no queremos tener una horrible muerte.
Una vez recogidos las partes del amuleto, Sabre Man deberá dirigirse a una cueva para terminar su aventura, el juego presenta además la dificultad de que la ubicación de las partes del amuleto son aleatorias en cada partida.
Sabre Wulf, debido a su calidad y adictividad fue un gran éxito de ventas, vendiendo solo para ZX Spectrum más de 350.000 copias e inició una exitosa trilogía.